# Liste der Kulturdenkmale im Stadtbezirk Viewegsgarten-Bebelhof
Die Liste der Kulturdenkmale im Stadtbezirk Viewegsgarten-Bebelhof umfasst einen Teil der Kulturdenkmale im Braunschweiger Stadtbezirk Viewegsgarten-Bebelhof, basierend auf dem Braunschweiger Leit- und Informationssystem BLIK und Veröffentlichungen der Denkmalschutzbehörde Braunschweig.

## Kulturdenkmale
| Bild                                          | Bezeichnung                                    | Lage                                  | Beschreibung | Bauzeit         | Eingetragen seit | Denkmal- nummer |
| --------------------------------------------- | ---------------------------------------------- | ------------------------------------- | --- | --------------- | ---------------- | --------------- |
| weitere Bilder                                | Ausbesserungswerk                              | Borsigstraße 2B Karte                 | Ehemaliges Reichsbahnausbesserungswerk, 1927 errichtet. | 1927            |                  |                 |
| weitere Bilder                                | Bürgerpark                                     |                                       | |                 |                  |                 |
| Büssingwerke                                  | Büssingwerke                                   | Böcklerstraße 219 Karte               | Als das Werk errichtet wurde, war die heutige Böcklerstraße noch Teil der Salzdahlumer Straße. |                 |                  |                 |
| weitere Bilder                                | Dom- und Magnifriedhof                         | Ottmerstraße / Gerstäckerstraße Karte | | 18. Jahrhundert |                  |                 |
| weitere Bilder                                | Domfriedhofskapelle                            |                                       | |                 |                  |                 |
| Feierhalle I des Krematoriums                 | Feierhalle I des Krematoriums                  | Helmstedter Straße                    | Entworfen durch Ludwig Winter für das Krematorium. | 1913/1915       |                  |                 |
| Feierhalle II des Krematoriums                | Feierhalle II des Krematoriums                 | Helmstedter Straße                    | | 1950er Jahre    |                  |                 |
| weitere Bilder                                | Friedenskapelle (Katholische Friedhofskapelle) | Helmstedter Straße                    | | 1901            |                  |                 |
| weitere Bilder                                | Grünanlage am Schilldenkmal                    | Schillstraße 25 Karte                 | | 1837            |                  |                 |
| weitere Bilder                                | Hauptbahnhof                                   | Berliner Platz 1 Karte                | Durchgangsbahnhof im modernen Stil. | 1957–1960       | 1993             |                 |
| weitere Bilder                                | Hauptfriedhof                                  | Helmstedter Straße                    | |                 |                  |                 |
| weitere Bilder                                | Hauptkapelle                                   | Helmstedter Straße                    | Die Feierhallen und die Nebengebäude der Kapelle sind ebenfalls denkmalgeschützt. |                 |                  |                 |
| weitere Bilder                                | Johanniskirche                                 | Leonhardstraße                        | |                 |                  |                 |
| weitere Bilder                                | Jüdische Trauerhalle „Jüdische Kapelle“        | Helmstedter Straße 40 Karte           | 1910 nach Plänen des Architekten Prof. Georg Lübke errichtet. | 1910            |                  |                 |
| weitere Bilder                                | Jüdischer Friedhof                             | Helmstedter Straße 40 Karte           | |                 |                  |                 |
| weitere Bilder                                | Konzerthaus                                    | Böcklerstraße 232                     | Zunächst Konzerthaus, später u. a. als Fahrradgeschäft, Gaststätte, Lazarett und Kino genutzt. 1987 von Autonomen besetzt, 1990 geräumt und zur 1992 eröffneten katholischen Seniorenwohnanlage St. Hedwig umgebaut. | 1890            |                  |                 |
| weitere Bilder                                | Landgestüt                                     | Leonhardstraße                        | Ehemaliges Landgestüt |                 |                  |                 |
| weitere Bilder                                | Leonhardkapelle                                | Leonhardstraße 42 Karte               | Romanische Kapelle aus dem 12. Jahrhundert. | 12. Jahrhundert |                  |                 |
| weitere Bilder                                | Lok                                            | Berliner Platz Karte                  | Dampflokomotive 01 1063 als technisches Denkmal auf dem Berliner Platz. |                 |                  |                 |
| Mausoleum Bautler (Feierraum)                 | Mausoleum Bautler (Feierraum)                  | Helmstedter Straße                    | Heute als Feierraum des evangelischen Hauptfriedhofs genutztes Mausoleum aus dem Jahr 1893. Entworfen durch J. Till. | 1893            |                  |                 |
| Mausoleum Buchterkirchen                      | Mausoleum Buchterkirchen                       | Helmstedter Straße Karte              | Entworfen von O. Bauer. | 1909            |                  |                 |
| BW                                            | Nähmaschinenfabrik                             | Gertrudenstraße 34 Karte              | Ehemalige Nähmaschinenfabrik. |                 |                  |                 |
| weitere Bilder                                | Orangeriegebäude                               | Lessingplatz 13 Karte                 | Gebäude im Stil der italienischen Hochrenaissance, 1884 nach Plänen des Kreisbaumeisters Wilhelm Krahe errichtet. | 1910            |                  |                 |
| weitere Bilder                                | Portikus                                       | Bürgerpark Karte                      | 1805–1806 errichtete Schaufassade für das zur Hauptwache umgebaute Augusttorgebäude von 1730. Nach dem Abriss des Gebäudes 1895, wurde der Portikus 1896 als Ruine mit Treppenanlage im Bürgerpark wieder aufgebaut. | 1805–1806       |                  |                 |
| weitere Bilder                                | Raabehaus                                      | Leonhardstraße                        | |                 |                  |                 |
| weitere Bilder                                | Rimpaus Garten                                 | Rimpaus Garten                        | |                 |                  |                 |
| weitere Bilder                                | Rokokotor                                      | Friedrich-Kreiß-Weg 4 Karte           | Rokokotor mit Freitreppe und Putten umgeben von zwei Pavillonbauten. 1907 in den Bürgerpark versetzt. |                 |                  |                 |
| weitere Bilder                                | Schilldenkmal                                  | Schillstraße 25 Karte                 | Das Schilldenkmal wurde 1837 zur Erinnerung an die Soldaten der Befreiungskriege errichtet. 1955 folgte eine Neuwidmung für die im Zweiten Weltkrieg gefallenen Braunschweiger Soldaten. Heute erinnert am Schilldenkmal die Gedenkstätte Schillerstraße an die Opfer des in den letzten Kriegsmonaten angrenzt bestandenen KZ-Außenlagers. | 1837            |                  |                 |
| weitere Bilder                                | Schillhaus / Invalidenhäuschen                 | Schillstraße 25 Karte                 | Errichtet 1840. | 1840            |                  |                 |
| BW                                            | Schneidervilla                                 | Charlottenhöhe 44 Karte               | Errichtet 1888 durch den Kaufmann O. E. Schneider. Die Villa soll ein Originalnachbau einer englischen Villa sein. | 1888            |                  |                 |
| Schule Leonhardstraße                         | Schule Leonhardstraße                          | Leonhardstraße 12 Karte               | Schulgebäude im neogotischen Stil, errichtet 1884 nach Plänen des Braunschweiger Stadtbaurates und Architekten Ludwig Winter. | 1884            |                  |                 |
| weitere Bilder                                | Stadtfriedhof (Alter Teil)                     | Helmstedter Straße                    | |                 |                  |                 |
| Versorgungsamt                                | Versorgungsamt                                 | Schillstraße 1                        | | 1935–1940       |                  |                 |
| weitere Bilder                                | Villa Hörstel                                  | Augusttorwall 5 Karte                 | Villa im Stil der englischen Neogotik, errichtet 1835 nach Plänen von Friedrich Maria Krahe. Heute Städtische Musikschule Braunschweig. | 1835            |                  |                 |
| weitere Bilder                                | Villa Rimpau                                   | Wolfenbütteler Straße 2 Karte         | Villa im Stil der italienischen Hochrenaissance, errichtet durch den Architekten Constantin Uhde (1836–1905). | 1881–1882       |                  |                 |
| weitere Bilder                                | Villa Salve Hospes                             | Lessingplatz 12 Karte                 | Villa im frühklassizistischen Stil, errichtet durch den Architekten Peter Joseph Krahe (1758–1840). | 1805–1808       |                  |                 |
| weitere Bilder                                | Wasserwerk Bürgerpark                          | Nimesstraße 2 Karte                   | Ehemaliges Flusswasserwerk im Bürgerpark, 1864 errichtet. | 1864            |                  |                 |
| weitere Bilder                                | Wilhelm-Gymnasium                              | Leonhardstraße 63 Karte               | Schulgebäude im neogotischen Stil, errichtet nach Plänen des Baurats Ernst Wiehe (Oberleitung) und des Kreisbauinspektors Wilhelm Krahe (Leitung). | 1885            |                  |                 |
| BW                                            | Wohnhaus Adolfstraße 5                         | Adolfstraße 5 Karte                   | Gründerzeitvilla aus dem Jahr 1885. Zweigeschossiger Putz- und Ziegelbau im spätklassizistischen Stil. | 1885            |                  |                 |
| BW                                            | Wohnhaus Adolfstraße 10                        | Adolfstraße 10 Karte                  | Dreigeschossiges Gründerzeitgebäude, errichtet 1886 als Teil eines Doppelhauses. Ziegelfassade mit Schmuck aus Putz. | 1886            |                  |                 |
| Wohnhaus Adolfstraße 19                       | Wohnhaus Adolfstraße 19                        | Adolfstraße 19 Karte                  | Wohnhaus aus der Gründerzeit, 1882 nach Plänen des Architekten R. Zinkeisen errichtet. | 1882            |                  |                 |
| Wohnhaus Adolfstraße 34                       | Wohnhaus Adolfstraße 34                        | Adolfstraße 34 Karte                  | Wohnhaus aus der Gründerzeit, 1879 errichtet. | 1879            |                  |                 |
| Wohnhaus Adolfstraße 45 / Gerstäcker-Wohnhaus | Wohnhaus Adolfstraße 45 / Gerstäcker-Wohnhaus  | Adolfstraße 45 Karte                  | Wohnhaus von Friedrich Gerstäcker |                 |                  |                 |
| Wohnhaus Adolfstraße 50                       | Wohnhaus Adolfstraße 50                        | Adolfstraße 50 Karte                  | Wohnhaus aus der Gründerzeit, 1881 nach Plänen des Architekten J. Till errichtet. | 1881            |                  |                 |
| BW                                            | Wohnhaus Adolfstraße 53                        | Adolfstraße 53 Karte                  | Wohnhaus aus der Gründerzeit, 1882 nach den Plänen von R. Zinkeisen errichtet. Im Zweiten Weltkrieg zur Hälfte zerstört, erhalten blieb die Rückseite. Sie besitzt einen Mittelrisalit mit Karyatiden. | 1882            |                  |                 |
| Wohn- und Geschäftsgebäude Adolfstraße 58     | Wohn- und Geschäftsgebäude Adolfstraße 58      | Adolfstraße 58 Karte                  | |                 |                  |                 |
| BW                                            | Wohnhaus Altewiekring 3                        | Altewiekring 3 Karte                  | Mietswohnhaus (Doppelhaushälfte) aus der Gründerzeit, 1890 errichtet. | 1890            |                  |                 |
| weitere Bilder                                | Wohnhaus Altewiekring 70                       | Altewiekring 70 Karte                 | Mietswohnhaus aus der Gründerzeit, 1892 errichtet. Wohnhaus von August Merges | 1892            |                  |                 |
| Wohnhaus Bertramstraße 49                     | Wohnhaus Bertramstraße 49                      | Bertramstraße 49 Karte                | Zweigeschossiges Fachwerkhaus, 1865 errichtet. | 1865            |                  |                 |
| Wohnhaus Bertramstraße 52                     | Wohnhaus Bertramstraße 52                      | Bertramstraße 52 Karte                | Fachwerkhaus, 1870 errichtet. | 1870            |                  |                 |
| BW                                            | Wohnhaus Charlottenstraße 4a                   | Charlottenstraße 4a Karte             | |                 |                  |                 |
| BW                                            | Villa Helmstedter Straße 78                    | Helmstedter Straße 78 Karte           | Charakteristisches Mansardendach mit Fledermausgauben, symmetrische Fassade mit Jugendstil-Ornamenten. Zeitgenössische Sprossenfenster und ein schmuckvoller Eingangsbereich. Ebenso erhalten ist die dekorative Jugendstil-Balustrade vor der Nordfassade, sowie die Einfriedung des Grundstückes.                                         | 1910-1913       |                  |                 |
| weitere Bilder                                | Wohn- und Geschäftshaus Helmstedter Straße 135 | Helmstedter Straße 135 Karte          | Dreigeschossiges Fachwerkhaus im Renaissancestil mit viel Schmuck verziert, 1886 nach Plänen des Architekten R. Zinkeisen errichtet. | 1886            |                  |                 |
| BW                                            | Wohngebäude Hennebergstraße 7                  | Hennebergstraße 7 Karte               | |                 |                  |                 |
| Wohn- und Geschäftsgebäude Leonhardstraße 5   | Wohn- und Geschäftsgebäude Leonhardstraße 5    | Leonhardstraße 5                      | |                 |                  |                 |
| BW                                            | Wohnhaus Lessingplatz 14                       | Lessingplatz 14 Karte                 | |                 |                  |                 |
| Wohnhaus Wolfenbütteler Straße 83             | Wohnhaus Wolfenbütteler Straße 83              | Wolfenbütteler Straße 83 Karte        | Wohnhaus im klassizistischen Villenstil aus den Jahren 1898 bis 1899. Errichtet nach den Plänen des Architekten Fricke. Dreiteilige Fassade mit erhöhten Seitenteilen. Ornamente an der Fassade. Hölzerne Veranda an der Südseite. | 1898–1899       |                  |                 |